# پروگرس (شهرستان بیژبولیاکسکی، باشقیرستان)
پروگرس (انگلیسی: Progress, Bizhbulyaksky District, Republic of Bashkortostan) یک شهرک در شهرستان بیژبولیاکسکی باشقیرستان کشور روسیه است.